# Zhao Shuai
Zhao Shuai (15 augustus 1995) is een Chinees taekwondoka. In de zomer van 2016 won hij op de Olympische Zomerspelen 2016 in Rio de Janeiro het taekwondotoernooi in de klasse tot 58 kilogram.
Zhao begon zijn professionele sportcarrière in 2011. In dat jaar won hij bij de Zweedse open kampioenschappen in Trelleborg de jeugdtitel in de klasse tot 55 kilogram. Zhao nam in 2011 voor het eerst deel aan de wereldkampioenschappen taekwondo, die plaatsvonden in het Zuid-Koreaanse Gyeongju. Hij versloeg twee opponenten, alvorens in de achtste finale te verliezen van latere winnaar Khawlaor uit Thailand. In 2013 schakelde Zhao definitief over naar de senioren; sindsdien won hij meerdere medailles op internationale toernooien. Bij de wereldkampioenschappen taekwondo van 2015 won hij in de klasse tot 58 kilogram brons na in de halve finale te hebben verloren van de Belg Si Mohamed Ketbi. Het olympisch comité van China nam Zhao in juli 2016 op in de selectie voor de Olympische Zomerspelen. Op 17 augustus won hij de gouden medaille door in de finale de Thaise taekwondoka Tawin Hanprab te verslaan met 6–4.